# Port lotniczy Goba
Port lotniczy Goba (kod IATA: GOB, kod ICAO: HAGB) – etiopskie lotnisko znajdujące się między miastami Goba i Robe.

## Linie lotnicze i połączenia
| Linia Lotnicza     | Kierunek       |
| ------------------ | -------------- |
| Ethiopian Airlines | 1. Addis Abeba |